# Epitheronia tomeus
Epitheronia tomeus là một loài tò vò trong họ Ichneumonidae.